# 史忠俊
史忠俊（1966年1月—），男，中华人民共和国外交官，曾任中华人民共和国驻塞舌尔共和国特命全权大使、中华人民共和国常驻维也纳联合国和其他国际组织代表和外交部机关党委常务副书记兼外交部党委国外工作局局长，现任中国—东盟中心秘书长。

## 生平
1991年，进入中华人民共和国外交部工作，先后在外交部国际司、常驻联合国日内瓦办事处和瑞士其他国际组织代表团、外交部军控司任职。2004年，任常驻维也纳联合国和其他国际组织代表团参赞。2008年，任外交部办公厅参赞。2011年11月，出任中华人民共和国驻塞舌尔大使。2014年，任外交部办公厅副司级干部。2015年，任外交部国际司副司长。2016年4月，出任中华人民共和国常驻维也纳联合国和其他国际组织代表、特命全权大使。。2018年7月，离任回国，改任外交部机关党委常务副书记兼外交部党委国外工作局局长。2022年9月，任中国—东盟中心秘书长。

## 家庭
已婚，有一女。